# Astroneer
Astroneer — компьютерная игра, разработанная студией System Era Softworks. Astroneer представляет собой научно-фантастическую «песочницу» — игроку в роли космонавта предлагается колонизировать планеты, создавать структуры и добывать ресурсы. Astroneer был выпущен 16 декабря 2016 года в системах раннего доступа — Steam Early Access для Windows и Game Preview для Xbox One. 6 февраля 2019 года полная версия игры была выпущена на Windows и Xbox One, а 15 ноября 2019 года состоялся релиз на PlayStation 4.
Согласно сюжету игры, в XXV веке идёт космическая «золотая лихорадка» — человечество осваивает дальний космос. В Astroneer отсутствует сюжетная линия, но есть цель — активировать ядра у планет и попасть в неизвестность. Игрок с помощью специального инструмента может менять рельеф планет, спутников, собирая различные полезные ископаемые. Накопленные ресурсы можно использовать для создания новых инструментов, средств транспорта и модулей для строительства баз.

## Оценки
| Сводный рейтинг       | Сводный рейтинг                        |
| Агрегатор             | Оценка                                 |
| --------------------- | -------------------------------------- |
| Metacritic            | (PC)71/100 (Switch)76/100 (XONE)73/100 |
| Иноязычные издания    |                                        |
| Издание               | Оценка                                 |
| GameSpot              | 6/10                                   |
| Nintendo Life         | [ 8 ]                                  |
| Nintendo World Report | 8,5/10                                 |
| USgamer               | 4/5                                    |

Игра получила смешанные отзывы.